# Černíkovice (Észak-plzeňi járás)
Černíkovice település Csehországban, az Észak-plzeňi járásban. Černíkovice Kožlany, Všehrdy és Brodeslavy településekkel határos. Lakosainak száma 89 fő (2024. január 1.).

## Népesség
A település lakosságának változását az alábbi diagram mutatja:
| Lakosok száma | 162  | 148  | 155  | 87   | 71   | 79   | 74   | 78   | 89   | 89   |
|               | 1869 | 1890 | 1921 | 1950 | 1980 | 2001 | 2017 | 2019 | 2022 | 2024 |